# Muhtarak Kabir
Muhtarak Kabir – wieś w Syrii, w muhafazie Aleppo, w dystrykcie Manbidż. W 2004 roku liczyła 412 mieszkańców.